# スパイツタウン (バルバドス)

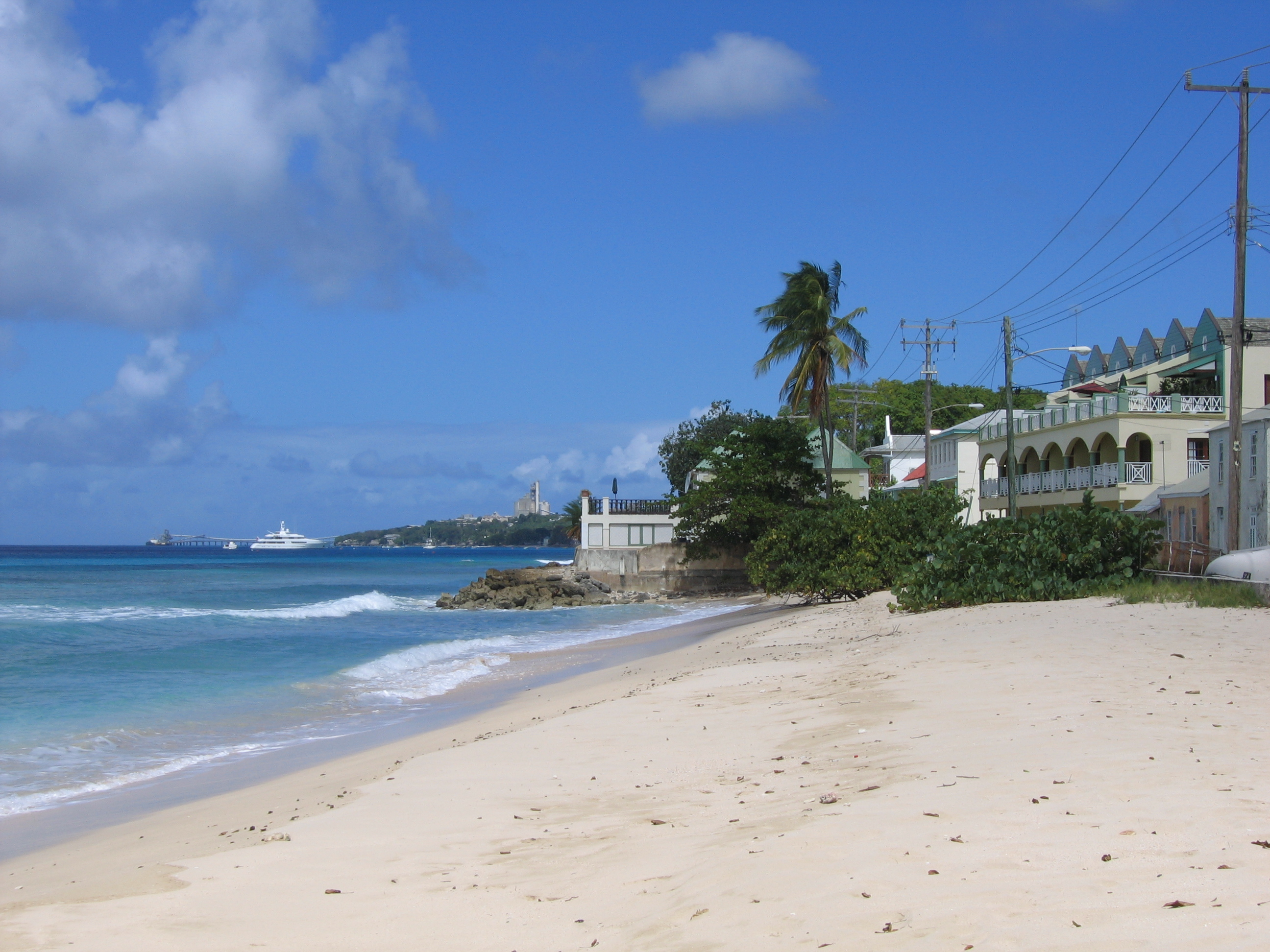
スパイツタウンのビーチ

スパイツタウン（Speightstown [ˈspaɪtstaʊn]）はバルバドス北部セント・ピーター教区の都市。同国では首都ブリッジタウンに次いで2番目に大きな都市で、人口は3,634人（2016年）。ブリッジタウンから北へ12キロメートルの位置にある。植民地時代はバルバドスの主要港として、本国イギリスとの定期船が度々訪れた。

## 歴史
1630年頃に定住が始まった。都市名は土地の所有者であったウィリアム・スパイト（William Speight）に由来する。1649年、バルバドスで発生した反乱を鎮圧するために本国のオリバー・クロムウェル政権からジョージ・エイスクが派遣されたが、バルバドスの入植者たちはチャールズ1世に忠誠を誓いこれを撃退。エイスクは6か月もの間上陸することができなかった。
街には18世紀の建造物を復元したアーリントンハウス・ミュージアム（Arlington House Museum）があり、植民地時代の入植者の暮らし、サトウキビのプランテーション、港の歴史について紹介されている。

## 姉妹都市
2都市と姉妹都市提携している。
- イングランド・バークシャー州レディング[4]
- サウスカロライナ州チャールストン - 1998年2月24日締結[5]